# Sarbó Artúr
Szepesváraljai Sarbó Artúr, született Schön Artúr (Pest, 1867. március 10. – Budapest, 1943. szeptember 17.) nemzetközi hírű ideggyógyász, a magyar logopédia iskolateremtő személyisége.

## Életútja
Édesapja Sarbó (Schön) Vilmos (1829–1906) biztosítótársasági vezérigazgató, édesanyja Lőwy Aurélia (Amália) voltak. Orvosi oklevelét a Budapesti Tudományegyetem Orvostudományi Karán szerezte (1891). Tanulmányait Berlinben, Párizsban, Londonban egészítette ki, dolgozott J. M. Charcot párizsi klinikáján, H. Jackson mellett Londonban. Utána neurológusként a budapesti elmekórtani klinikán, a poliklinika idegosztályán, a Munkásbiztosító Pénztár ideg-szakrendelésén, majd 1915-től 1932-ig a Szent István Kórház idegosztályának vezető főorvosaként működött.
1897-ben a Budapesti Tudományegyetemen magántanári, 1909-től rendkívüli tanári kinevezést kapott. 1898-ban Náray Szabó Sándor felkérésére vállalta el a Roboz József által szervezett Dadogók és Hebegők Gyógytanfolyamának (melynek elnevezése 1900-tól Dadogók és egyéb beszédhibában szenvedők tanfolyama) párhuzamos vezetését. 1918 szeptemberében benyújtotta lemondását. A gyógypedagógia ügyével azonban később is szoros kapcsolatban maradt. Különösen vonatkozik ez a szakemberképzésre.
1900-tól 1914-ig pedagógusok, iskolaorvosok és egészségtantanárok beszédhiba-javításra felkészítő kurzusait is vezette és a Gyógypedagógiai Tanítóképzőben is tanított (1904–). Szorgalmazta, hogy a gyógypedagógusokon kívül - a pedagógusképző intézmények tanárainak kellő felkészítésével - minden óvónő, tanító és tanár kapjon kiképzést a munkája során jelentkező logopédiai feladatok ellátására.
Sarbó Artúr mindezeken túl ápolta a külföldi tudományos kapcsolatokat, gyakran szerepelt nemzetközi gyógypedagógiai kongresszusokon és széles körű szakmai közéleti tevékenységet is folytatott: népszerűsítő előadásokat tartott és gyakran hallatta hangját a gyermekvédelmi, a szociális munka, az iskola-egészségügy érdekében. Egy országos felmérés adataival bizonyította, hogy az iskolás-korú népesség 3,6%-a beszédhibás, s e tanulók 23%-a iskolai előmenetelében is akadályozott. Felhívására további 16 gyógytanfolyam kezdte meg működését az országban. Budapesten „beszédhibás osztályok” szervezésére is sor került. Ezekben az osztályokban a beszédzavarok javítására képesített pedagógusok látták el a tanítás keretében a beszédkorrekciós feladatokat.
Sarbó Artúr logopédiai tudományos kutatói és szakirodalmi tevékenysége hasonlóan gazdag. A beszéd főcímet viselő 300 oldalas kézikönyve (1906) a magyar logopédia egyik legkitűnőbb alkotása. Az orvostudomány történetében mint a magyar neurológia kiváló művelőjét tartják számon.

### Családja
Házastársa Rosenberg Elza (1877–1961) volt, akivel 1899. május 1-jén Budapesten, a Józsefvárosban kötött házasságot.
Gyermekei
- Sarbó Sarolta Ella (1901–2006). Férje dr. Takács Károly (1895–1956) kincstári alügyész volt.[10]
- Sarbó Magdolna Karolina (1900–1985) textilvegyész. Férje dr. Egyed Ferenc Lajos miniszteri osztálytanácsos volt.[11]

## Főbb munkái
- Ideggyógyászati megfigyelések. Budapest, 1897. (Klinikai Füzetek VII. 7.)
- A compensáló gyakorlati gyógymódról. Budapest, 1899. (Különnyomat a Gyógyászatból.)
- Szabályzat okleveles tanítóknak és tanároknak dadogók és egyéb beszédhibában szenvedők oktatására képesítő tanfolyam számára. Budapest 1900.
- Szabályzat dadogók és egyéb beszédhibában szenvedők tanfolyamai számára. Budapest, 1900.
- Népszerű útmutatás a beszédhibák felismerésére és elhárítására. Budapest, 1901.
- A hibás beszédű tanulók statisztikája. Orvosi Hetilap, 1901. 20. 330–332. 21. 347–349.
- Az epilepsia kór- és gyógytanának jelen állása. Budapest, 1904.
- A beszéd összes vonatkozásaiban, különös tekintettel a gyermekkorra. Budapest, 1906.
- A siketnémák egy új oktatási módjáról. (Bárczi Gusztáv dr. módszere.) Szociális Orvostudomány, 1935. április Klny.